# Wilhelm von Gemmingen
Wilhelm Karl Friedrich Freiherr von Gemmingen-Guttenberg (* 12. Oktober 1827 in Stuttgart; † 6. Januar 1920 ebenda) war ein deutscher Jurist und Präsident des Konsistoriums der Evangelischen Landeskirche in Württemberg.

## Leben und Beruf
Wilhelm entstammte dem 2. Ast (Bonfeld) der II. Linie (Gemmingen und Guttenberg) der Freiherren von Gemmingen. Er war der dritte Sohn des Philipp Albrecht von Gemmingen (1782–1852) aus dessen zweiter Ehe mit Karoline von Lützow (1792–1853). Er nahm nach der Schule ein Studium der Rechtswissenschaft an der Universität Tübingen auf.
Ab 1865 war er Justizrat in Esslingen am Neckar, ab 1868 Kreisgerichtsrat in Stuttgart und 1878 wurde er Oberlandesgerichtsrat in Stuttgart. 1886 wurde von Gemmingen zum Präsidenten des Konsistoriums in Württemberg berufen. Er war damit einer der höchsten Repräsentanten der Evangelischen Landeskirche in Württemberg. Dieses Amt hatte er bis zum Eintritt in den Ruhestand 1905 inne. Während seiner Amtszeit vertrat von Gemmingen die Landeskirche bei den Konferenzen der evangelischen Kirchenbehörden in Eisenach. Er war auch Mitglied des Deutschen Evangelischen Kirchenausschusses in Berlin.
Von Gemmingen gehörte auch mehrmals der württembergischen Landessynode an. In der I. und II. Synode war er Mitglied im Synodalausschuss. Während der III. Synode legte er 1886 sein Amt nieder, als er Präsident des Konsistoriums wurde.

## Landtagsabgeordneter
Von Gemmingen war von 1862 bis 1906 als Vertreter der Ritterschaft des Neckarkreises Mitglied in der württembergischen Kammer der Abgeordneten.

## Auszeichnungen
- 1888 Kommenturkreuz des Ordens der Württembergischen Krone[1]
- 1897 Ehrendoktorwürde (als erster Nichttheologe) der evangelisch-theologischen Fakultät der Universität Tübingen (Dr. theol. h. c.)
- 1899 Kommenturkreuz mit Stern des Ordens der Württembergischen Krone[2]

## Ehrenämter
Von Gemmingen hatte neben seiner hauptberuflichen Tätigkeit im Konsistorium auch mehrere Ehrenämter inne. So war er unter anderem Pfarrgemeinderat in der Hospitalkirche. Ferner war er Mitbegründer der Sektion Schwaben des Deutschen und Österreichischen Alpenvereins, deren 1. Vorsitzender er von 1872 bis 1876 war.

## Familie
Ab 1860 war er verheiratet mit Eugenie Gräfin von Zeppelin (1836–1911), einer Schwester des bekannten Grafen Zeppelin. Der Ehe entstammten drei Kinder:
- Karl Moritz Friedrich (1861–1953) ⚭ Hermine von Landbeck (1865–1931), Helene Buchhold (1882–1963)
- Max Ferdinand Ludwig (1862–1924)
- Amélie (1865–1938), blieb unverheiratet und führte den Haushalt ihres Bruders Max in Friedrichshafen